# Géraldine Savary
Géraldine Savary (Bulle, 14 november 1968) is een Zwitserse politica voor de Sociaaldemocratische Partij van Zwitserland (SP/PS) uit het kanton Vaud.

## Biografie
Géraldine Savary werd geboren in Bulle, in het kanton Fribourg.
Zij werd in de Nationale Raad verkozen bij de federale parlementsverkiezingen van 2003, waar ze zetelde van 1 december 2003 tot 2 december 2007. Bij de volgende verkiezingen, die van 2007, geraakte ze verkozen in de Kantonsraad, waar ze vervolgens zetelde van 3 december 2007 tot 1 december 2019. Bij de federale parlementsverkiezingen van 2019 stelde ze zich niet opnieuw kandidate. Ze werd opgevolgd door de groene Adèle Thorens Goumaz, die werd verkozen ten koste van Ada Marra, de socialistische kandidaat voor haar opvolging in de Kantonsraad.
Van 9 september 2012 tot 2 december 2018 was ze vicevoorzitster van haar partij.